# Blackstar (avião espacial)
Blackstar é o codinome relatado de um sistema de avião espacial dos Estados Unidos. A possível existência do programa Blackstar foi relatado em março de 2006 pela Aviation Week & Space Technology (Aviation Week, AWST); a revista informou que o programa estava em curso desde pelo menos o início dos anos 1990, e segundo a revista, o impulso para o Blackstar era permitir que o governo dos Estados Unidos manter capacidade de lançamentos orbitais comprometido após o desastre do Challenger em 1986. O artigo também revela que o Comando Espacial da Força Aérea dos Estados Unidos desconhecia o projeto Blackstar, sugerindo que foi operado por uma agência de inteligência, como o National Reconnaissance Office.
A Aviation Week também especulou que tal nave espacial poderia também ter capacidades militares ofensivas, um conceito coloquialmente conhecido como "The Bomber Space". A revista também afirmou que era provável que o Blackstar foi desativado, embora não esteja claro se isto é devido ao custo ou o fracasso do programa.
O relatório da Aviation Week foi poucos dias depois descartados como "quase certamente falso" e o projeto foi denominado como um "absurdo técnico" por Jeffrey F. Bell, em um artigo no Spacedaily.